# مايك روز (كرة سلة)
مايك روز (بالإنجليزية: Mike Rose)‏ مواليد 6 أبريل 1987 في نابرفيل، هو لاعب كرة سلة أمريكي. بدأ مسيرته الاحترافية في سنة 2009. يبلغ طوله 6 قدم 4 بوصة (1.9 م). لعب كرة السلة الجامعية في جامعة كنتاكي الشرقية.

## المسيرة الاحترافية
لعب مع أوياك رينو في سنة 2009، ثم لعب مع ملبورن يونايتد في الدوري الأسترالي في سنة 2010، ثم لعب مع ساوثلاند شاركز في سنة 2010، ثم لعب مع ساوثلاند شاركز في سنة 2011، ثم لعب مع كرايلسهايم مرلينز في الدوري الألماني في موسم 2012–2013، ثم لعب مع ملبورن بومرز في سنة 2013.

## روابط خارجية
- مايك روز على موقع كلية كرة السلة في سبورتس رفرنس.كوم (الإنجليزية)
- مايك روز على موقع بروبوليرز (الإنجليزية)